# Makelaar (bouwconstructie)

Steekspant: C = spantbeen, D = makelaar, B = trekplaten

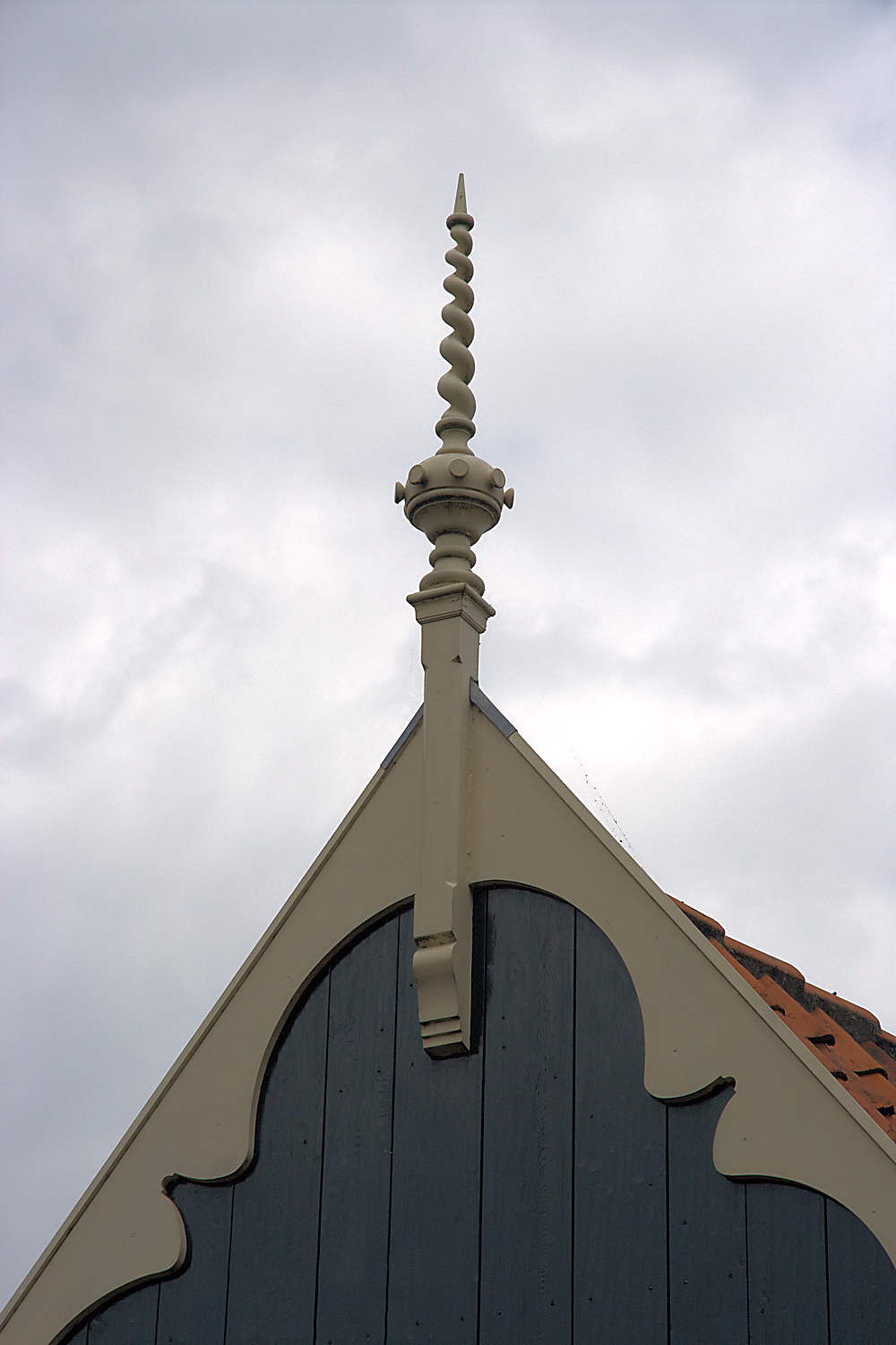
Gevelmakelaar

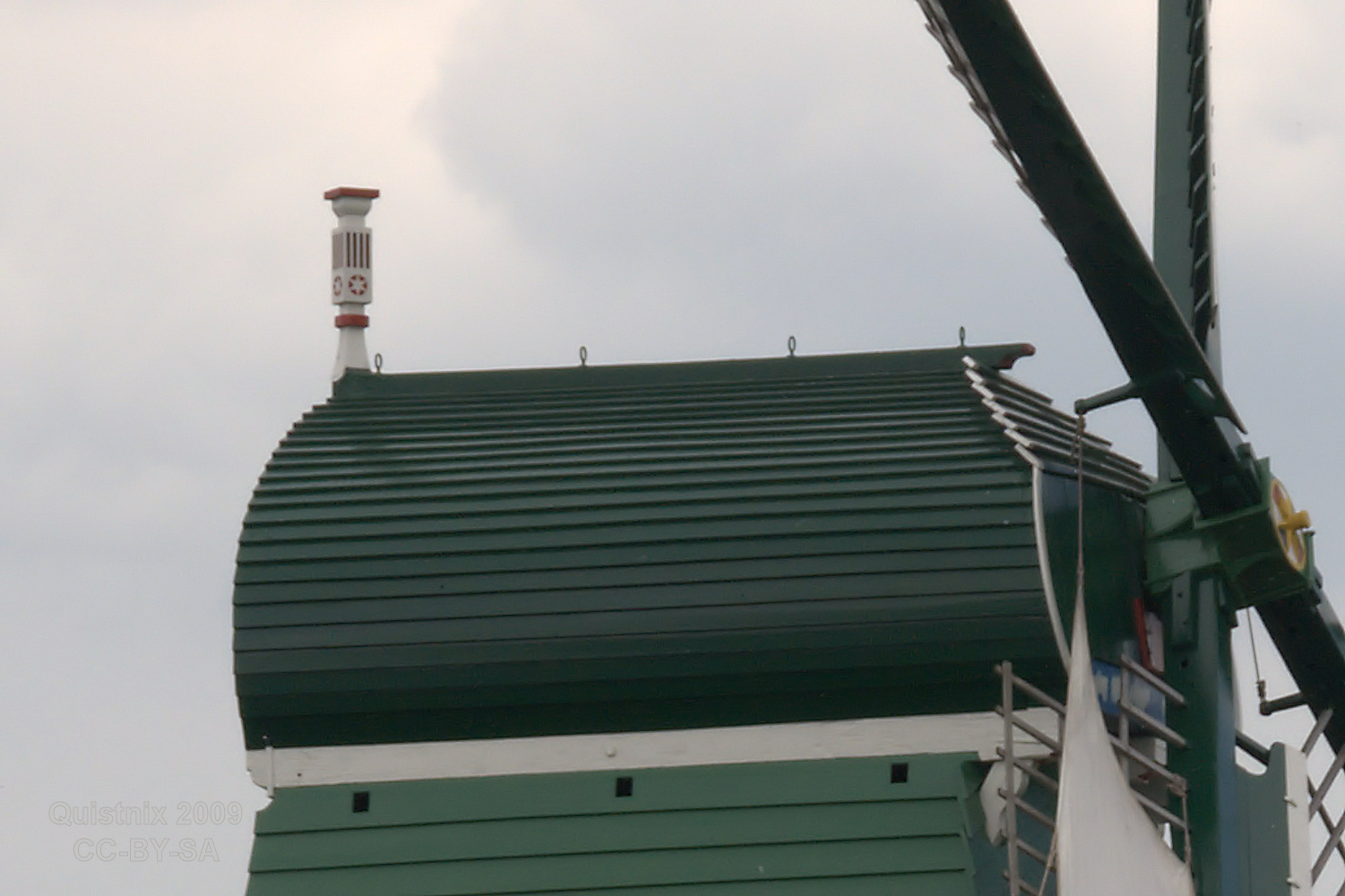
Makelaar op paltrokmolen De Gekroonde Poelenburg

Een makelaar heeft in de bouwkunde als bouwelement twee verschillende betekenissen, die ook wel hangstijl of gevelmakelaar heten. In de eerste betekenis is het onderdeel van een spantconstructie; in de tweede betekenis is het een uitwendig onderdeel op het dak.

## Hangstijl
De hangstijl of makelaar is de verticale balk die de verbinding vormt tussen de horizontale hanebalk of trekplaten, en de samenkomst van de spantbenen in de nok. Wanneer er bij een schilddak de hoekkeperspanten eveneens in de makelaar eindigen, spreken we van een koningsstijl.
De functie van de hangstijl is de beide spantbenen met elkaar te verbinden, de nokgording te ondersteunen en als hangstijl te dienen voor het haanhout cq hanebalk. Zie plaatje met Hollands spant.

## Gevelmakelaar
Een gevelmakelaar is de bekroning van een geveltop. De makelaar vormt de verbinding van de windveren en dient tevens ter verfraaiing van de gevel.
Bij windmolens heeft de makelaar nog een functie: wanneer de wind onder een schuine hoek door openingen in de makelaar blaast, begint deze te fluiten. De molenaar hoort dan dat de wind is gedraaid en de molen gekruid moet worden.

## Vensterschrijnwerk
Een makelaar is het deel in een venster met twee vleugels dat de slaglijst en de aanslag van de gekoppelde stijlen vormt; bij uitbreiding: delen die dezelfde rol vervullen en rond de draai-, tuimel- en kipelementen enz. worden aangebracht.

## Symbolische betekenis
Behalve een versiering is de makelaar in het volksgeloof ook een magisch ornament. Een topmakelaar in de vorm van een donderbezem zou blikseminslagen voorkomen.

Verschillende vormen van makelaars
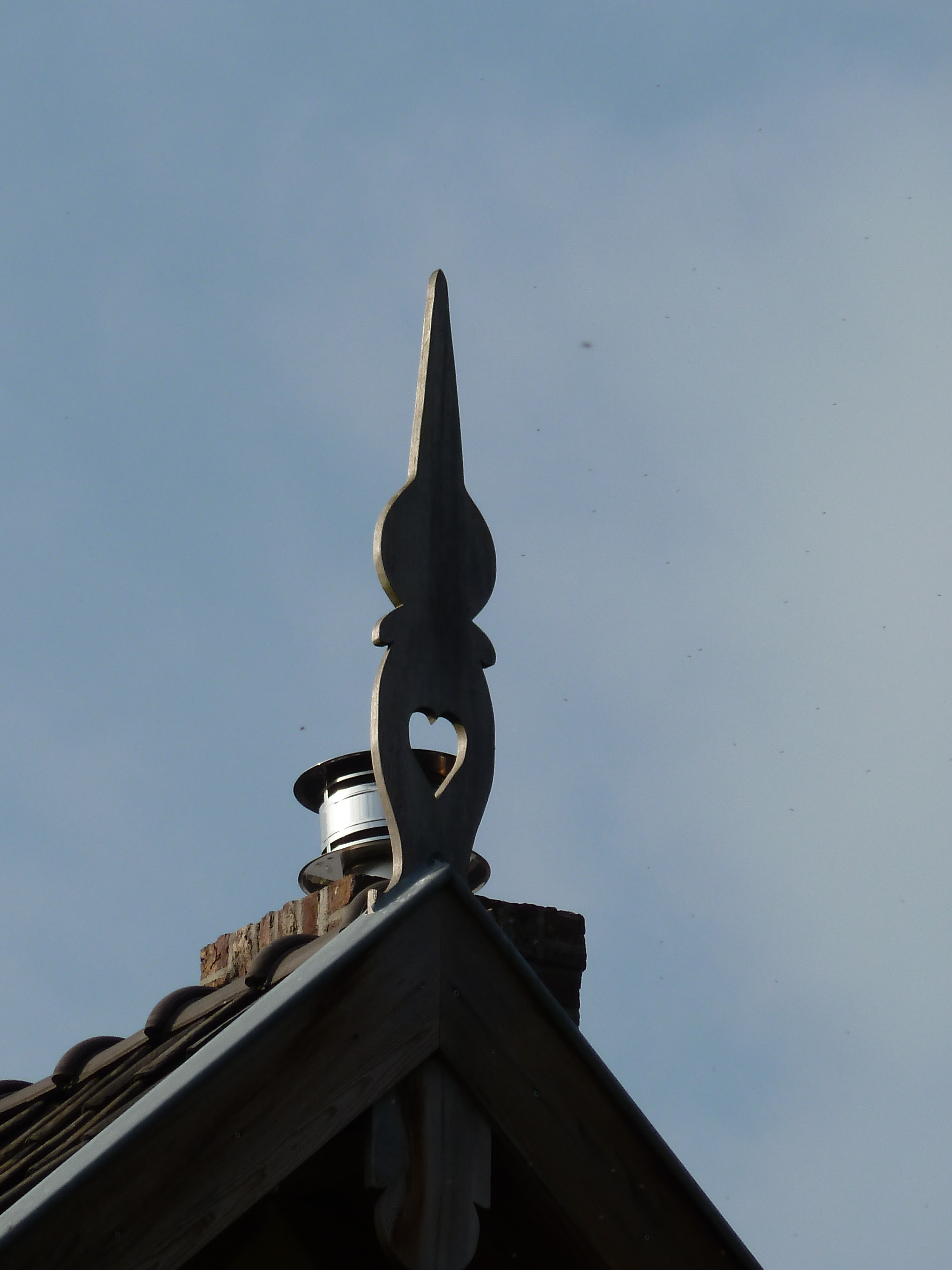
In Nederlands Zuid-Limburg op een rijksmonumentale vakwerkboerderij, Epen (met erachter een moderne schoorsteen)
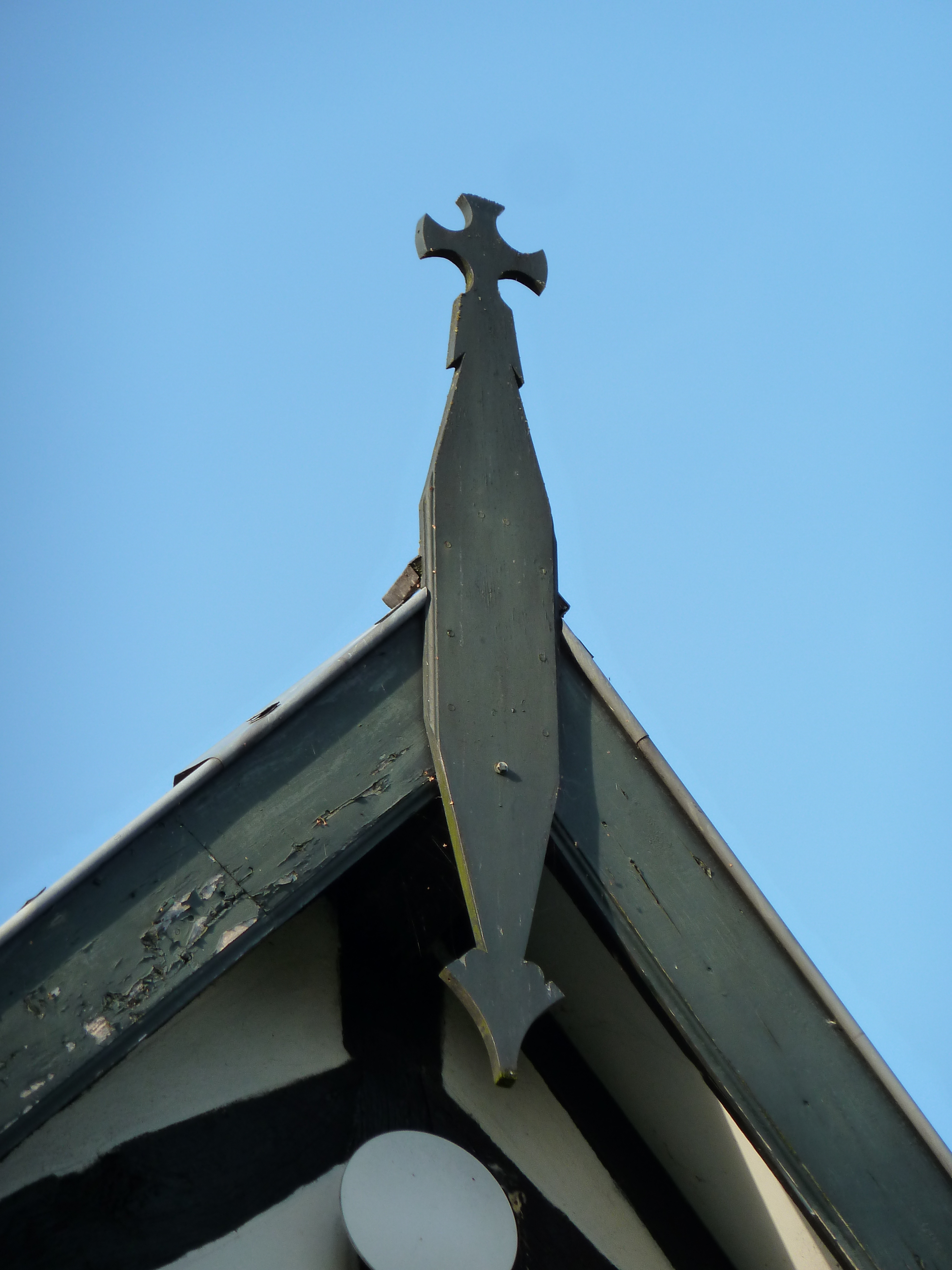
Idem, in Mheer
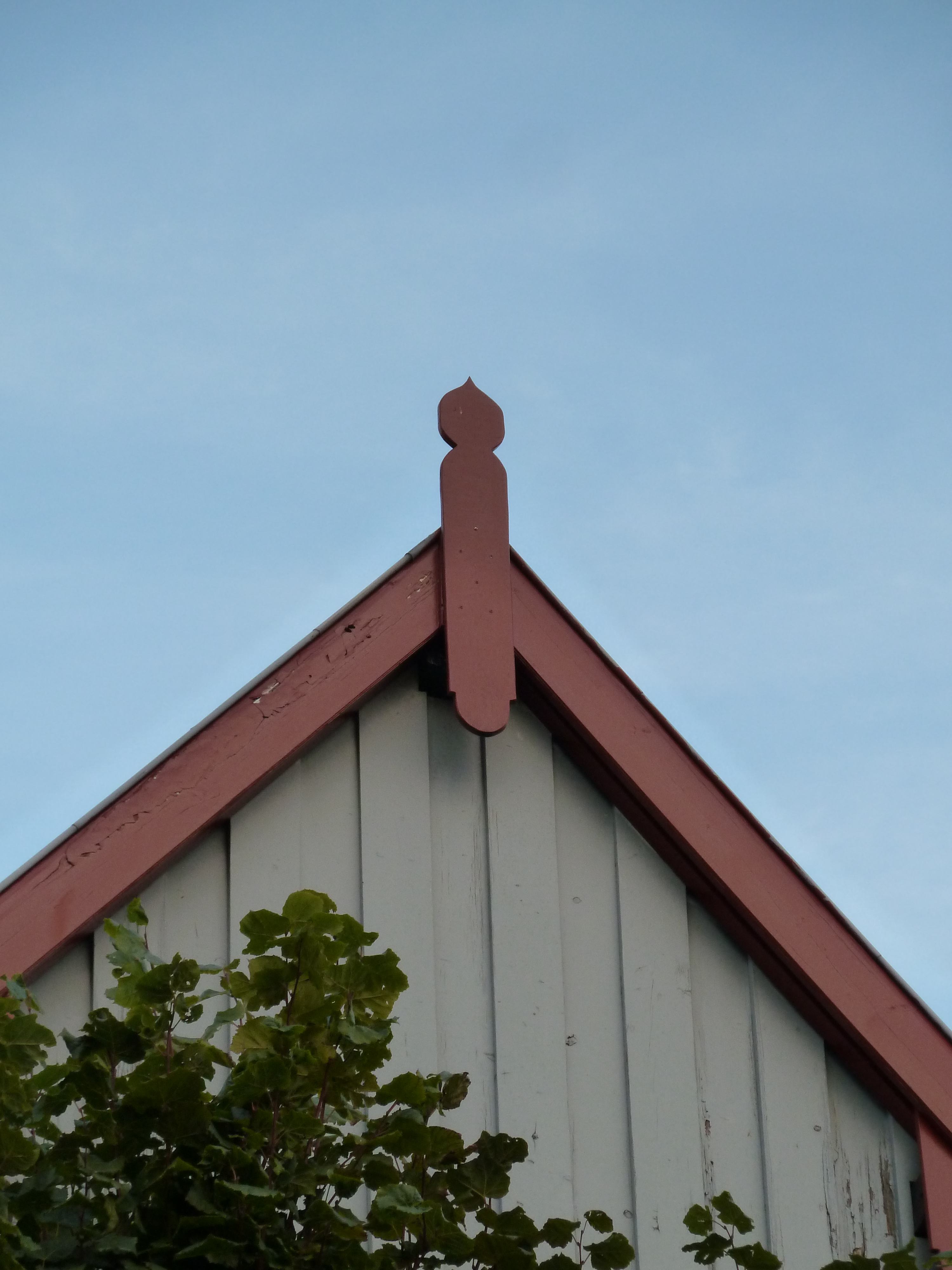
In Banholt, simpelere vorm
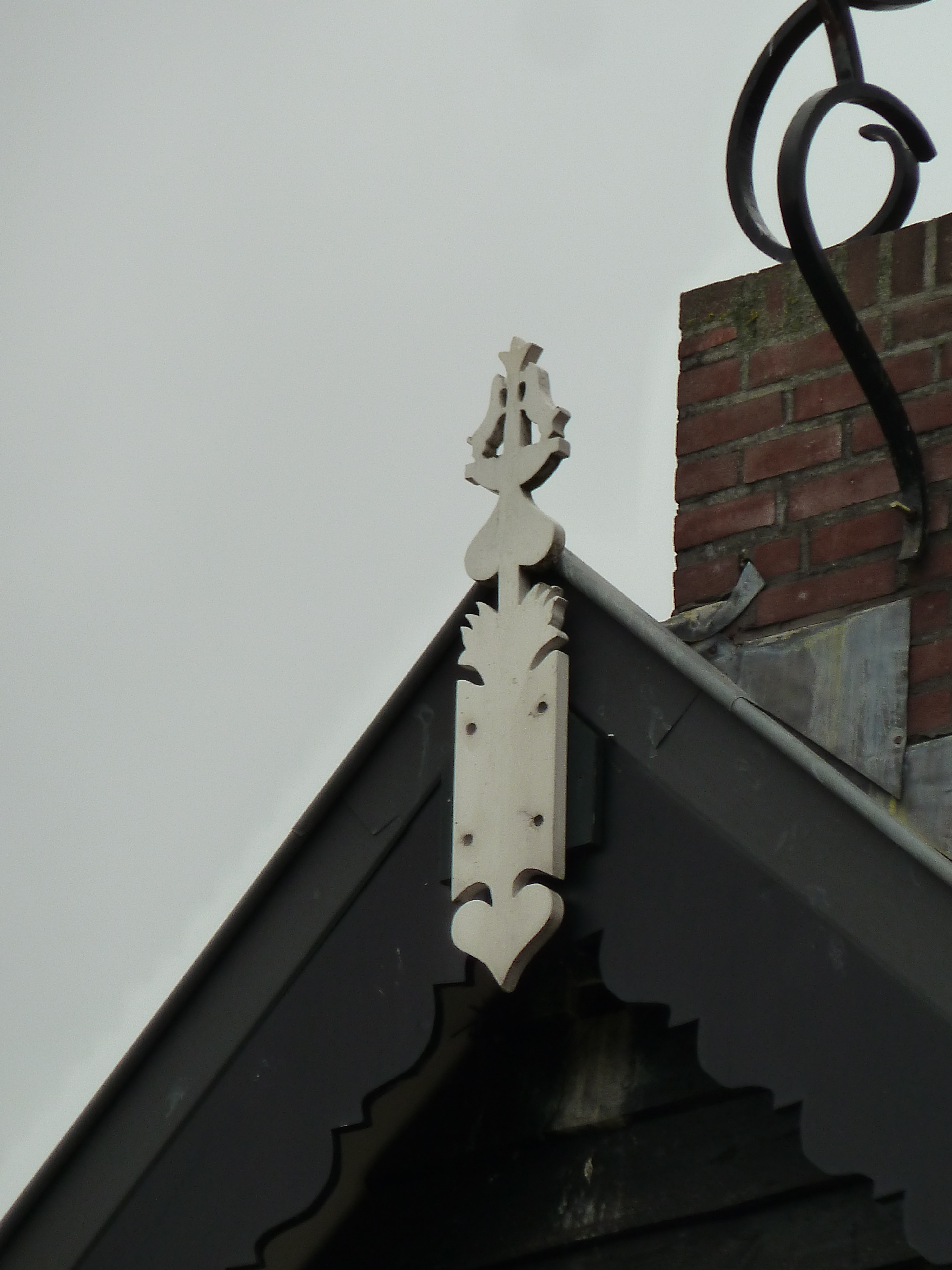
In Raar (Meerssen)
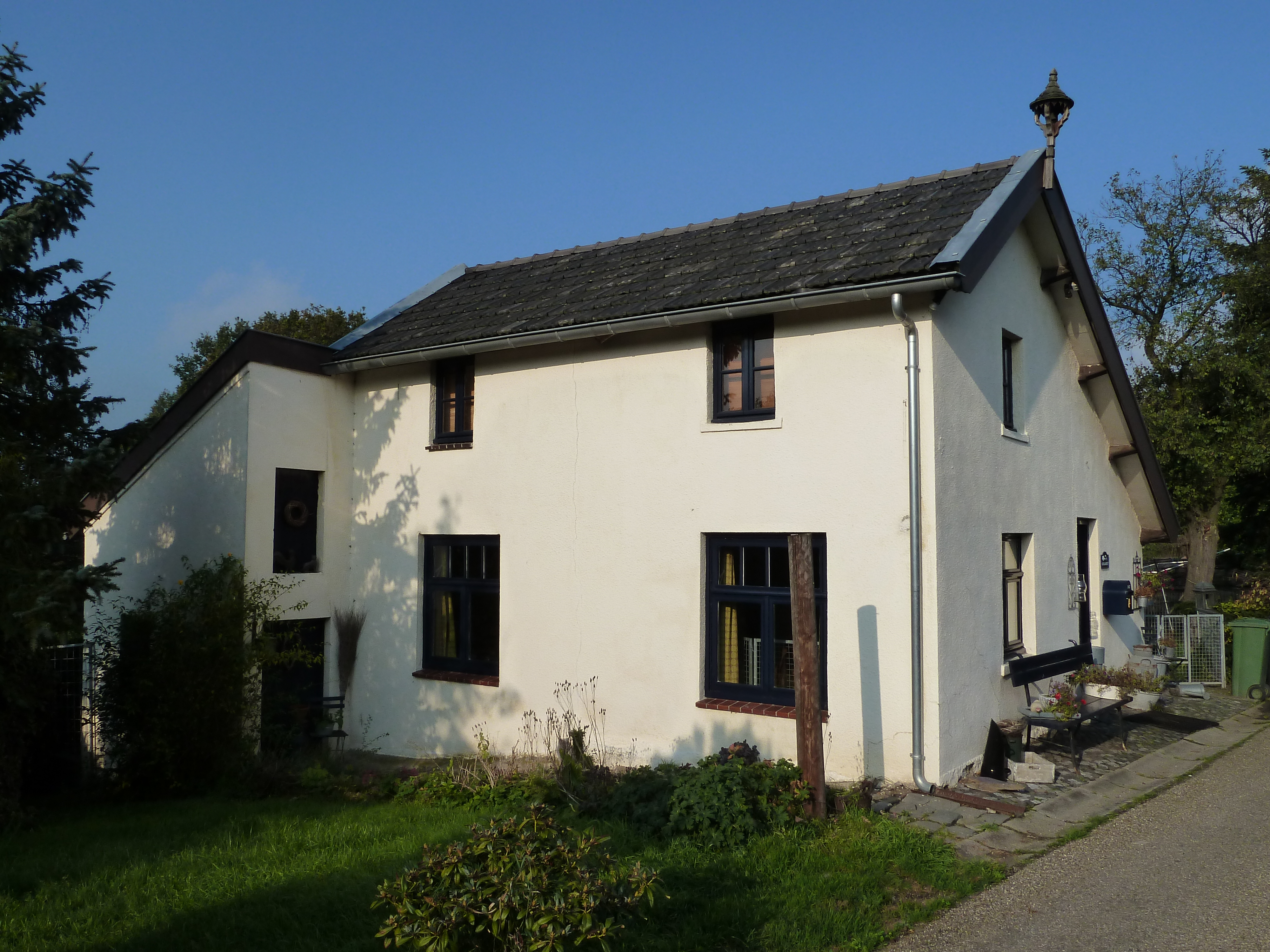
Huis in Crapoel met makelaar
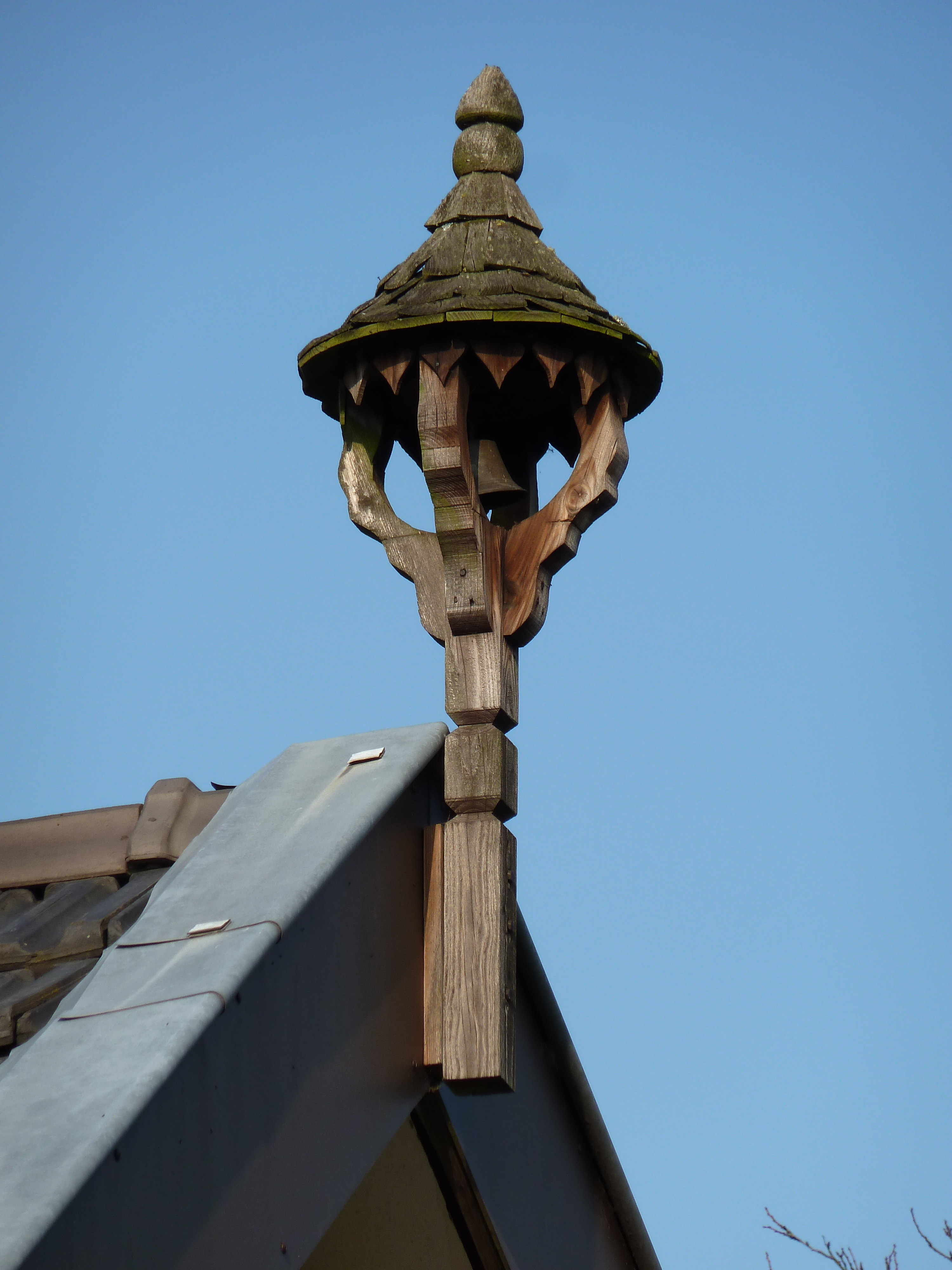
Ingezoomd
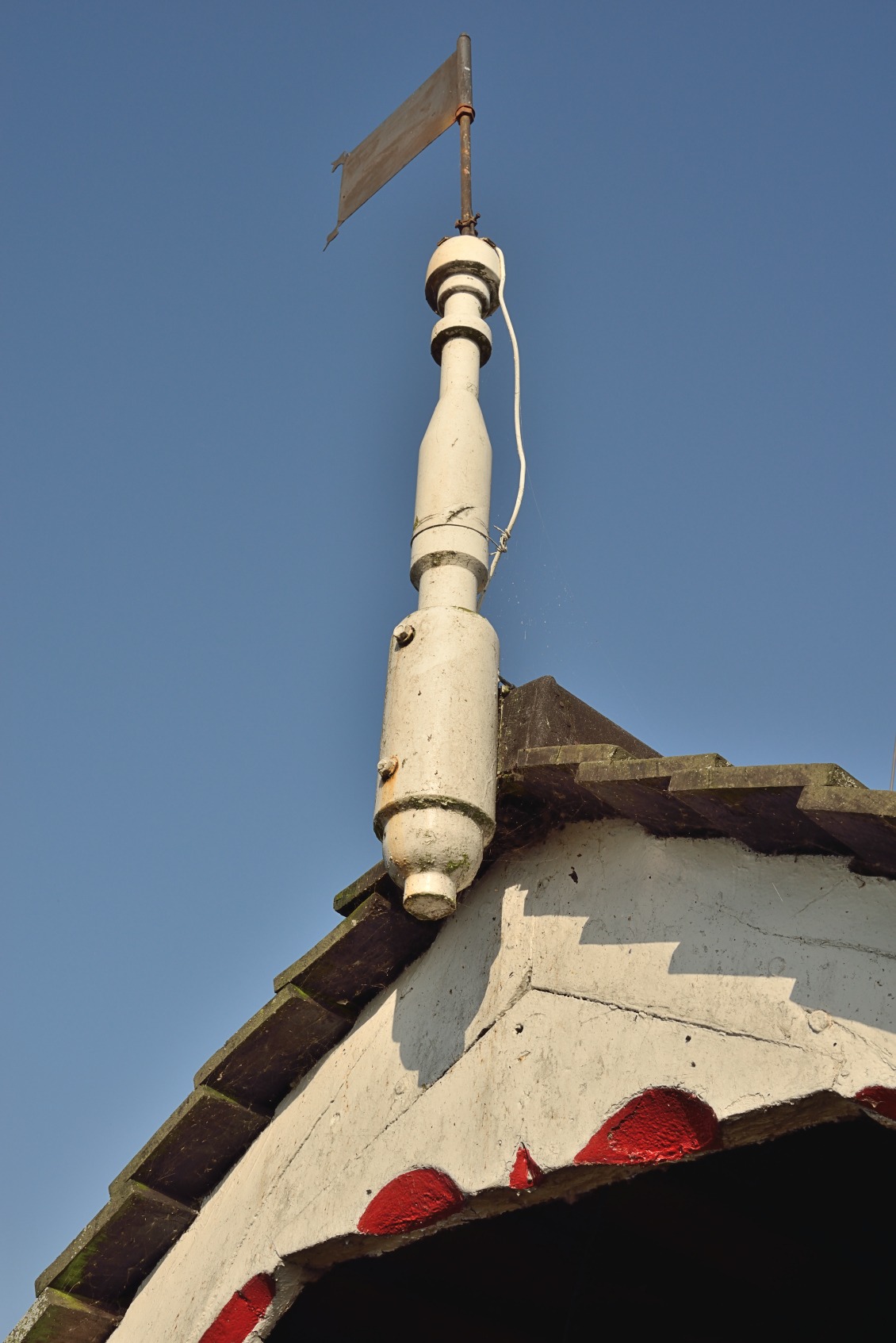
Makelaar van de Laaglandse Molen
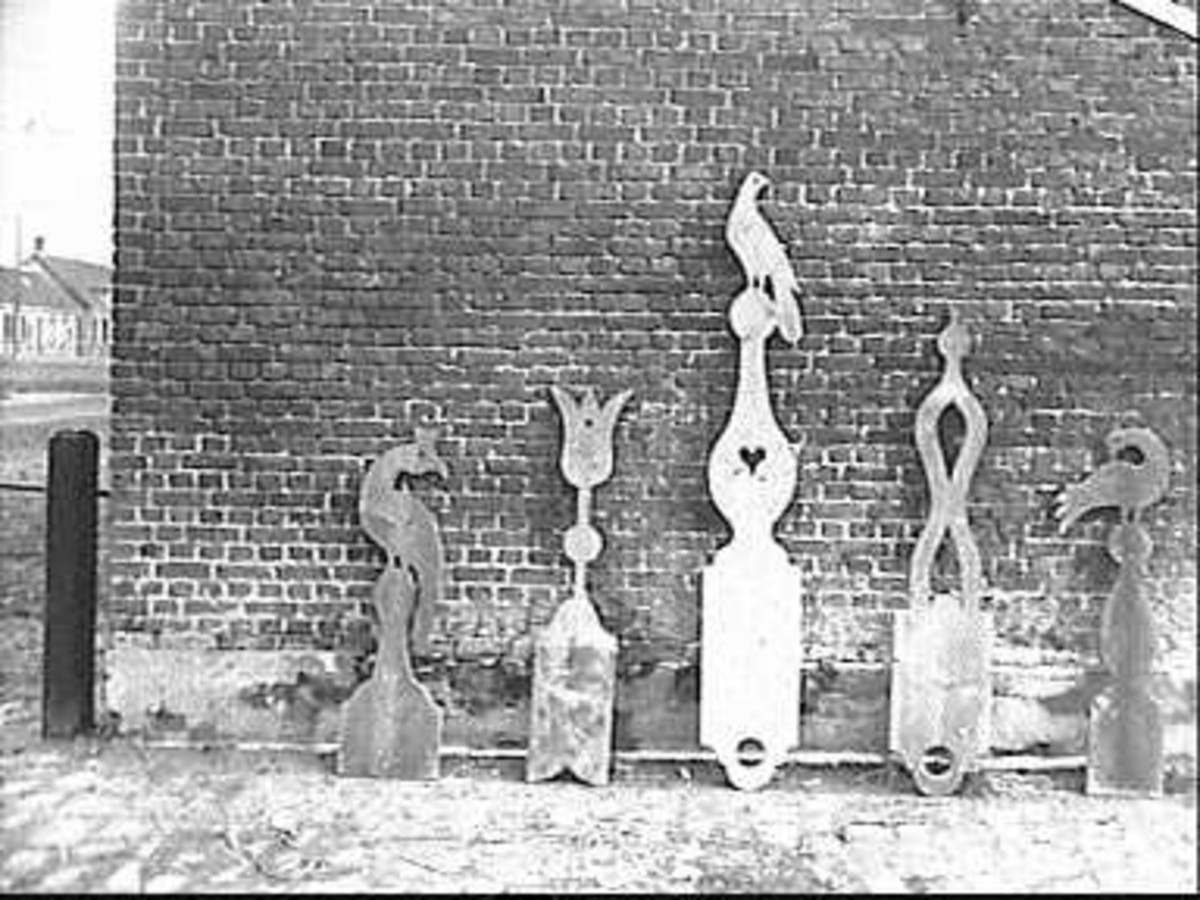
Een aantal makelaars uit Stavenisse